# Sīāh Mard
Sīāh Mard (persiska: سیاه مرد) är en ort i Iran.   Den ligger i provinsen Gilan, i den nordvästra delen av landet, 280 km nordväst om huvudstaden Teheran. Sīāh Mard ligger 105 meter över havet och antalet invånare är 819.
Terrängen runt Sīāh Mard är kuperad västerut, men österut är den platt. Runt Sīāh Mard är det ganska tätbefolkat, med 134 invånare per kvadratkilometer. Närmaste större samhälle är Māsāl, 5,1 km sydost om Sīāh Mard. Trakten runt Sīāh Mard består till största delen av jordbruksmark.